# Copa Sudamericana 2002
I Copa Sudamericana 2002
- Brazylijskie kluby odmówiły przystąpienia do turnieju z powodu przeciążenia rozgrywkami własnej ligi (liczącej aż 26 drużyn).
- CA San Lorenzo de Almagro wziął udział jako zdobywca ostatniej edycji Copa Mercosur.
- Zespoły z Chile by zakwalifikować się do pucharu, rozegrały wstępny turniej kwalifikacyjny (Pre-Liguilla).

## 1/16 finału – runda wstępna
Deportivo Táchira –  Monagas SC 2:0 i 0:3 (mecze 28.08 i 06.09)
1. 1:0 Carlos Bravo 6, 2:0 Alexis Acuña 92
2. 0:1 Juan García 12, 0:2 Claudio Rivadero 22s, 0:3 Luis Vera 86

 SD Aucas –  Barcelona SC 1:2 i 0:1 (mecze 29.08 i 12.09)
1. 0:1 Patricio Urrutia 15, 0:2 Eulalio Arreaga 37, 1:2 Julio César Gómez 49
2. 0:1 Nicolás Asencio 29

 Cerro Porteño –  Club Libertad 0:2 i 0:1 (mecze 03.09 i 10.09)
1. 0:1 Virgilio Ferreira 35, 0:2 Edgar Robles 90
2. 0:1 Sergio Fernández 41

 Club Bolívar –  Oriente Petrolero 4:2 i 0:1 (mecze 03.09 i 12.09)
1. 1:0 Joaquín Botero 17, 1:1 José Alfredo Castillo 63, 2:1 Marcos Sandy 68, 2:2 Roger Suárez 70, 3:2 Oscar Sánchez 72, 4:2 Gonzalo Galindo 77
2. 0:1 Róger Suarez 6

 Alianza Lima –  Universitario de Deportes 1:0 i 1:0 (mecze 04.09 i 11.09)
1. 1:0 Nelson Olveira 10
2. 1:0 Roberto Farfán 67

## 1/8 finału
CD Cobreloa –  Santiago Wanderers 0:1 i 2:3 (mecze 03.09 i 24.09, pierwszy mecz w Antofagasta)
1. 0:1 Fernando Martel 10
2. 1:0 Mauricio Pozo 9, 2:0 Mauricio Dinamarca 41, 2:1 Manuel Valencia 72, 2:2 Silvio Fernández 75, 2:3 Jaime Riveros 80

 Racing Club de Avellaneda –  CA River Plate 1:0 i 0:0 (mecze 04.09 i 25.09)
1. 1:0 Maximiliano Estévez 34k
2. 0:0

 Danubio FC –  Club Nacional de Football 1:1 i 0:2 (mecze 05.09 i 17.09)
1. 0:1 Pierre Webo 3, 1:1 Claudio Biaggio 38
2. 0:1 Richard Morales 52, 0:2 Horacio Peralta 88

 Atlético Nacional –  América Cali 1:0 i 2:1 (mecze 10.09 i 25.09)
1. 1:0 Rafael Castillo 75
2. 0:1 Iván Velásquez 10, 1:1 Julián Vásquez 41, 1:2 Iván Velásquez 70

 Gimnasia y Esgrima La Plata –  CA Boca Juniors 3:1 i 0:0 (mecze 11.09 i 18.09, drugi mecz w Salta)
1. 1:0 Jorge San Esteban 37, 1:1 Rolando Schiavi 49, 2:1 Claudio Enría 81, 3:1 Claudio Enría 90
2. 0:0

 Barcelona SC –  Alianza Lima 1:0 i 1:2, karne 5:6 (mecze 18.09 i 26.09)
1. 1:0 Angel Escobar 83
2. 0:1 Aldo Olcese 35, 0:2 Luis Romero 50, 1:2 Hernán Biasotto 91

 Club Bolívar –  Club Libertad2:0 i 1:1 (mecze 19.09 i 24.09)
1. 1:0 Gonzalo Galindo 53, 2:0 Pedro Guiberguis 58
2. 0:1 Paulo Da Silva 69, 1:1 Joaquín Botero 92

 Monagas SC –  CA San Lorenzo de Almagro 0:3 i 1:5 (mecze 19.09 i 26.09, pierwszy mecz w Puerto Ordaz)
1. 0:1 Carlos Cordone 66, 0:2 José Chatruc 77, 0:3 Alberto Acosta 85
2. 0:1 Rodrigo Astudillo 7, 0:2 Gonzalo Rodríguez 27, 1:2 Alexander Flores 31, 1:3 Carlos Cordone 47k, 1:4 Carlos Cordone 69, 1:5 Félix Benito 89

## 1/4 finału
Alianza Lima –  Club Nacional de Football 1:0 i 1:3 (mecze 01.10 i 22.10)
1. 1:0 José Soto 92k
2. 1:0 Jeferson Farfan 38, 1:1 Pierre Webo 52, 1:2 Richard Morales 61, 1:3 Pierre Webo 67

 CA San Lorenzo de Almagro –  Racing Club de Avellaneda 3:1 i 0:2, karne 4:3 (mecze 02.10 i 23.10)
1. 0:1 Sixto Peralta 37, 1:1 Aldo Paredes 63, 2:1 Alberto Acosta 71, 3:1 Alberto Acosta 81
2. 0:1 Nicolás Pavlovich 36, 0:2 Diego Milito 68

 Atlético Nacional –  Santiago Wanderers 2:1 i 0:1, karne 6:5 (mecze 08.10 i 29.10)
1. 1:0 Rafael Castillo 44, 1:1 Samuel Vanegas 73s, 2:1 Martín Echevarría 82
2. 0:1 Rodrigo Barra 16

 Club Bolívar –  Gimnasia y Esgrima La Plata 4:1 i 0:2 (mecze 09.10 i 30.10)
1. 1:0 Ruben Tufiño 6, 2:0 Ruben Tufiño 18, 3:0 Gonzalo Galindo 22, 3:1 Martín Pautasso 38, 4:1 Iván Castillo 70
2. 0:1 Víctor Muller 12, 0:2 Víctor Muller 31

## 1/2 finału
Club Bolívar –  CA San Lorenzo de Almagro 2:1 i 2:4 (mecze 05.11 i 13.11)
1. 0:1 Marco Sandy 35s, 1:1 Oscar Sánchez 55, 2:1 Miguel Mercado 86
2. 0:1 José Chatruc 7, 0:2 Pablo Michelini 10, 0:3 Rodrigo Astudillo 21, 1:3 Joaquin Botero 34, 2:3 Gonzalo Galindo 35, 2:4 Rodrigo Astudillo 81

 Atlético Nacional –  Club Nacional de Football 2:1 i 1:2, karne 5:3 (mecze 06.11 i 12.11)
1. 1:0 Martín Echeverría 7, 2:0 Martín Echeverría 25, 2:1 Richard Morales 81
2. 0:1 Pierre Webó 17, 1:1 Neider Morantes 79k, 1:2 Gustavo Méndez 89

## FINAŁ
Atlético Nacional –  CA San Lorenzo de Almagro 0:4 i 0:0
27 listopada 2002 Medellín Estadio Atanasio Girardot (45000)

 Atlético Nacional –  CA San Lorenzo de Almagro 0:4(0:2)

Sędzia: Marcio Rezende (Brazylia)

Bramki: 0:1 Sebastián Saja 2k, 0:2 Pablo Michelini 25, 0:3 Leandro Romagnoli 51, 0:4 Rodrigo Astudillo 67

Żółte kartki: Samuel Vanegas, Freddy Grisales, Juan Carlos Ramírez / Cristian Zurita, Sabastián Saja.

Corporación Deportiva Club Atlético Nacional: Edigson Velásquez; Felipe Banalcázar, Samuel Vanegas, Aquivaldo Mosquera, Robeiro Moreno (58 Robinson Rentería); Juan Carlos Ramírez, Felipe Chará (29 Rafael Castillo), Freddy Grisales, Neider Morantes; Martín Echeverría (71 Juan Guillermo Ricaurte), Héctor Hurtado. Trener: Alexis García.

Club Atlético San Lorenzo de Almagro: Sebastián Saja; Celso Esquivel, Gonzalo Rodríguez, Claudio Morel, Aldo Paredes; José Chatruc, Pablo Michelini (78 Adrián Medero), Cristian Zurita, Leandro Romagnoli (77 Damián Luna); Rodrigo Astudillo, Alberto Acosta. Trener: Rubén Darío Insúa
11 grudnia 2002 Estadio Nuevo Gasómetro Buenos Aires (40000)

 CA San Lorenzo de Almagro –  Atlético Nacional 0:0

Sędzia: Epifanio González (Paragwaj)

Club Atlético San Lorenzo de Almagro: Sebastián Saja; Celso Esquivel, Gonzalo Rodríguez, Claudio Morel, Aldo Paredes; José Chatruc (65 Damián Luna), Mariano Herrón, Cristian Zurita; Leandro Romagnoli; Rodrigo Astudillo (65 Carlos Cordone), Alberto Acosta (84 Alexis Cabrera). Trener: Rubén Darío Insúa

Corporación Deportiva Club Atlético Nacional: Edigson Velásquez; Elkin Calle, Samuel Vanegas, Sergio Guzmán, Carlos Díaz; Robeiro Moreno (61 Jair Rambal), Diego Toro, Felipe Chará, Freddy Grisales, Oscar Restrepo; Martín Echeverría (85 Robinson Rentería). Trener: Alexis García.